# Alexander Mackendrick
Alexander Mackendrick (Boston, 8 september 1912 – Los Angeles, 22 december 1993) was een Amerikaans-Brits filmregisseur.

## Levensloop
Alexander Mackendrick werd geboren in de VS, maar hij groeide op in Glasgow. Na zijn opleiding aan de Glasgow School of Art begon hij te werken als reclametekenaar. Zijn eerste werken waren geanimeerde reclamefilmpjes. In de jaren 40 begon hij scenario's te schrijven.
Zijn eerste speelfilm was Whisky Galore! (1948). Daarna volgden de komedies The Man in the White Suit (1951), The Maggie (1954) en The Ladykillers (1955). Veel van deze films behoren tot de inmiddels klassiek geworden komedies van de Ealing Studios.
De eerste Hollywoodfilm van Mackendrick was de film noir Sweet Smell of Success (1957) met Burt Lancaster en Tony Curtis. Die prent werd in commercieel opzicht een flop en ook zijn volgende films oogstten minder succes dan zijn eerdere Britse komedies. Na deze mislukte films werd Mackendrick een leerstoel aangeboden aan de filmafdeling van het California Institute of the Arts.

## Filmografie
- 1949: Whisky Galore!
- 1951: The Man in the White Suit
- 1952: Mandy
- 1954: The Maggie
- 1955: The Ladykillers
- 1957: Sweet Smell of Success
- 1963: Sammy Going South
- 1965: A High Wind in Jamaica
- 1967: Don't Make Waves